# Pierre Théberge
Pour les articles homonymes, voir Théberge.
Pierre Théberge est un historien de l'art et administrateur public canadien, né le 9 août 1942 à Saint-Éleuthère au Québec (comté de Kamouraska, Témiscouata) et mort le 5 octobre 2018.

## Biographie
Pierre Théberge a été conservateur (1977-1978), conservateur en chef (1979-1985) puis directeur du Musée des beaux-arts de Montréal (1986-1997) et enfin, jusqu'en 2008, directeur du Musée des beaux-arts du Canada.
Pierre Théberge est à l'origine d'origine d'expositions audacieuses dans le contexte muséal de l'époque à son arrivée au Musée des beaux-arts de Montréal qui connaissait alors des difficultés financières et d'achalandage. Avec Le musée imaginaire de Tintin (1980), le cinéma d'animation (1982), Léonard de Vinci (1987), Snoopy (1992) et Beauté mobile: un siècle de chefs-d’œuvre automobiles (1995), il réussit à fournir un élan populaire au musée. Ces succès permettent d'envisager l'agrandissement du musée qui intervient avec le pavillon Jean-Noël Desmarais en 1991. 
Par ailleurs, Pierre Théberge développe la collection d'art contemporain du musée, y allant lui-même de dons de plus de quarante œuvres. Son intérêt pour l'art contemporain se poursuit au Musée des beaux-arts du Canada où il a organisé des expositions sur Guido Molinari, Greg Curnoe, N.E. Thing Co., Michael Snow et Joyce Wieland.

## Distinctions
- 1992 : chevalier de l'Ordre national du Québec
- 1994 : officier de l'ordre des Arts et des Lettres de France
- 2001 : officier de l'Ordre du Canada
- 2005 : médaille de l’Académie royale des arts du Canada